# Cnemotrupes guerreroensis
Cnemotrupes guerreroensis is een keversoort uit de familie mesttorren (Geotrupidae). De wetenschappelijke naam van de soort werd in 1964 gepubliceerd door Henry Fuller Howden.